# プレイドライブ
『プレイドライブ』（Play Drive、PD、PLAYDRIVE）は、国内外の参加型モータースポーツを扱った月刊自動車雑誌。通称「PD（ピーディー）」。かつて芸文社から発行されており、2012年現在は合同会社サンクから発行。発売日は毎月1日。
本項目では、派生誌の『ラリースピリット』、派生誌的存在の『プレイノート・Play Notes for GENT'S』についても記述する。

## 概要
モータースポーツの結果報道を中心とした自動車専門誌。サーキットを使用するレースではなく、ラリー、ジムカーナ、ダートトライアルをメインとしていた。特に日本国内で開催されるラリー、ジムカーナ、ダートトライアルは、最上位イベントからエントリーイベントまで競技結果報告を網羅しており、誌面を構成する柱だった。また、結果報道だけでなく競技に携わる選手や主催者、関係者に関する情報も掲載しており、それらを巡る問題点などについても積極的に取り上げていた。そのため、JAF公認競技（B級ライセンスモータースポーツ）のプレイヤーズマガジンという性格を持っていた。
また、「歴史」の項目で後述するが、創刊当初はモータースポーツを扱う専門誌ではなかった。

## 歴史
- 1968年9月：プレイドライブの前身となる『ドライブ旅行』が創刊（1968年10月号）。

- 『ドライブ旅行』は、当時広く普及し始めた自家用車による旅行をテーマにした月刊誌で、日本各地を巡るドライブコースガイドやカーライフ情報などが掲載されていた。最初は「海潮社」という芸文社とは別の出版社から発行されていた。

- 1969年10月号：『プレイドライブ』に誌名変更。

『今月号から「ドライブ旅行」が「プレイ・ドライブ」とナマエを変えました。突然、予告も、なんのコトワリもなく、こんなことになって読者のみなさまには大変申しわけない、と思っています。ヤムヲエナイ事情で、急キョこういうことになってしまったのです。ほんとうに申しわけありません。（中略）ドライブの記事は、単なるガイドではなく、どちらかといえばヤング・メン向きの、少々ハードでも、十分ドライビングの味がアジワエるルートを、今後も続けて御紹介したいと思っています。（中略）ただ、本誌はたしかにドライブの雑誌ですが、ドライブに関係ないコトでも、オモシロイこと、話題になること、タメになることは、今後とも、幅広くとりあげてゆきたいと思っています。ドライブもふくめた広い意味での現代のアソビと文化について、みなさんといっしょに考えたり、実験したりしてゆきたいと思うからです。よろしくお願いします』
--プレイドライブ1969年10月号編集後記

- 1969年12月号：コマ地図を用いた新方式のドライブガイド「PD方式ラリードライブ」連載開始。
これは、走行ルートの指示方法にコマ地図を用いることで実戦ラリーに近い感覚を味わえるドライブガイドとして始まった企画。1970年3月号からは尾針得介監修による「PDラリークイズ」としてリニューアルされ、2007年に休刊するまで続いた名物企画となった。

- ドライブ企画に関しては「チャレンジDRIVE特集号（1971年5月、1972年6月）」、「ラリースペシャル・関東関西PDラリー（1972年12月）」、「特集・春のドライブコース（1973年6月）」などの臨時増刊が発行された。また、「メカにめざめたキミのバイブル・ひとめでわかる！応急修理トラの巻（1973年9月）」という自動車整備に特化した増刊号も発行された。

- 1971年11月号：この号から創刊以来B5判だった判型をA4判（中綴じ）に変更。

- 1974年6月号：この号から発行元が海潮社から芸文社へ移行。

『ご愛読者の皆様方には、ますます御健勝のこととお慶び申し上げます。創刊以来七年目を迎えました月刊「プレイドライブ」も皆様方の温かいご支援を頂き、発行部数も今日まで着実に伸びてまいりました。深く感謝の意を表する次第でございます。さて、従来株式会社海潮社において発行しておりました小誌は、このたび株式会社芸文社にて発行いたすことに相成りました。従来のスタッフはもとより、全社をあげてよりよい誌面を作り、読者の皆様に親しまれますよう精励致す所存でございます。何卒倍旧のご支援を賜り、重ねてご指導、ご鞭撻を賜りますようお願い申し上げます』
--プレイドライブ1974年6月号謹告

- 1974年8月号：この号から判型がA4判からAB判に変更。

- 1977年1月号：この号から判型がAB判からB5判に戻る。

- 1975年4月号の「躍進刷新号」から女性タレントの顔写真を全面に掲載した表紙となった。モデルとなったのは当時デビュー直後の女性アイドルが多かったが、のちに「大御所」と呼ばれるようになった人物も起用された。1976年11月号からはモータースポーツの写真がメインで女性タレントの写真を脇に添えるデザインに変更され、女性タレントの表紙起用は1977年12月号まで続けられた。それ以降の表紙はモータースポーツの写真のみで構成された。

表紙モデル
- 1975年4月号：キャシー中島、5月号：岡田奈々、6月号：高原ユキ、7月号：坂口良子、8月号：太田裕美、9月号：浅野ゆう子、10月号：石川さゆり、11月号：和田アキ子、12月号：伊藤咲子、1976年1月号：西川峰子（仁支川峰子）、2月号：アグネス・チャン、3月号：八代亜紀、4月号：リリーズ（ザ・リリーズ）、5月号：小川順子、6月号：アン・ルイス、7月号：天地真理、8月号：三木聖子、9月号：藤圭子、10月号：佐良直美、11月号：エバ（ゴールデンハーフ）、12月号：キャンディーズ、1977年1月号：石川さゆり、2月号：太田裕美、3月号：シェリー、4月号：林寛子、5月号：いけだひろこ、6月号：吉田まり、7月号：芦川よしみ、8月号：森昌子、9月号：荒木由美子、10月号：チェルシャ・チャン（チェルシア・チャン）、11月号：清水由起子（清水由貴子）、12月号：石原初音

- 1970年代後半には国内モータースポーツ界が大きな盛り上がりを見せており、それに呼応して、『プレイドライブ』は国内外のラリーやレースを扱うモータースポーツ専門誌という方向性が定まってきた。当時はラリー、ジムカーナ、ダートトライアルのほか、F1をはじめ国内レースも扱っていた。

- PDラリークイズはすでに人気企画として多くの参加者が挑戦していた。しかし、交通事情の変化や道路整備の進捗、参加者の意識変化などの影響で1984年12月号をもっていったん幕を閉じた。その後は、シークレットのチェックポイントやコース上に設定されたクイズの回答に重点を置く内容に変更し、1985年6月号から「PDクイジーマップ（PDQM）」という企画へ姿を変えた。

- また、国内の自動車メーカーも積極的に参戦していた世界ラリー選手権やサファリラリーをテーマとした、清木博志現地取材による増刊号が数多く発行された。詳細は別途後述。

### マイルドセブン・ドライブラリー
- 1994年：芸文社がプレイドライブPDQMスペシャル「MILD SEVEN DRIVE RALLY」を開催。

- 尾針得介が監修して全国各地にコースを設定し、PDクイジーマップの特別編として年に1回（1995年は2回）開催した。この企画は日本たばこ産業の協力により1994年から2000年（2000年だけコマ図を使用しないスタイルに変更）まで実施され、1994年は6コース、1995年春編は8コース、1995年夏編は8コース、1996年は10コース、1997年は12コース、1998年は6コース、1999年は6コース、2000年は4エリアで開催された。これらのコースを掲載した小冊子が『プレイドライブ』の付録となっていた。

- 1998年10月号：『プレイドライブ』創刊30周年を期に誌面を大規模リニューアル。
この号からA4変型判へ拡大し、誌面構成も刷新して大規模なリニューアルを実施。国内モータースポーツの競技結果報告を主軸にしつつも、自動車業界全般を意識した一般自動車誌への転身を図った。製本方法が中綴じで表紙が外れやすかったこともあり、2000年6月号からはA4変型判のまま無線綴じに変更された。

『平綴じのプレイドライブにかかわって十ン年、わかってはいたが、いざ判型を変えてみると、長年やってきたクセや習慣みたいなものが体に染みついているのがよくわかる。こうすればいいと思っていたことを、いざやってみると思いどおりにはいかない。でもこれで「新生PD」が歩み始めたのは事実。今まで以上に充実し、迫力ある誌面展開を約束します』
--プレイドライブ1998年10月号編集後記

- 2004年8月：ラリージャパン開催直前『プレイドライブ』9月号増刊を発行。
日本で初めて開催されたWRC世界ラリー選手権・ラリージャパンの会場で『プレイドライブ』を販売するため、9月1日発売号を9月号増刊として8月27日に発売。小冊子「ラリージャパン・エンジョイハンドブック」を特別付録とした。そのため8月1日発売号を9/10月合併号とし、9月15日にはラリージャパン速報「Jの挑戦」を10月号増刊として発行した。

- 2006年4月号：『プレイドライブ』のロゴを変更したリニューアルを実施。
1998年の大規模リニューアル後、制作態勢の度重なる変更が起こり誌面の方向性が定まっていなかった。また、WRC世界ラリー選手権の日本開催が定着したことで、国内ラリー界が求める要素も変わってきていた。これらに対応するため2006年4月号から再び誌面をリニューアルした。それまではPDというアルファベットの短縮ロゴを使用してきたが、プレイドライブというカタカナに変更した。

『世界ラリー選手権・ラリージャパンが開催3年目を迎え、ラリーという言葉も、ようやく世間の人々の耳になじみ始めた今、プレイドライブは改めて原点に立ち返る決心をしました。和気あいあいの雰囲気を楽しむサンデードライバーから、プロとして世界のフィールドを目指すドライバーまで、モータースポーツをエンジョイするための情報が満載された雑誌に衣替えします。国内のラリー、ダートトライアル、ジムカーナを、読者の皆様と一緒に盛り上げるために、さらにパワーアップします！　なかでも4輪駆動部門と2輪駆動部門が今シーズンから一本化された全日本ラリー選手権の記事については、今まで以上に力を入れて「ニッポン最高峰のラリー」を伝えたいと考えています』
--プレイドライブ2006年3月号INFORMATION

- 2007年7月：この月に発行された2007年8月号をもって休刊。
取り扱っていたカテゴリーに関わる人口の減少に加え、雑誌業界の不況を乗り切ることができず、40年近い歴史に幕を閉じた。

- 創刊当時から続いていた人気企画のPDクイジーマップもプレイドライブの休刊とともに終了した。

『39年という長きに渡り、たくさんの方々がプレイドライブを読んで時に喜び、時に笑い、そして時に怒って、時には悲しいお知らせもあり、それでも読み続けていただいて参りました。しかしながら、ライセンス人口が減少するにつれ、プレイドライブを読んでくださる方の数も減っていきました。B5版からA4版へと変わり、昨年はロゴもカタカナに戻しました。しかしここにきて、内容はもちろん販売方法など、抜本的な解決策なしには時代の波を乗り越えられないところまで来てしまいました。そこでお願いです。プレイドライブに少しだけ「お休み」をください。39年間の疲れを癒させてやってもらえないでしょうか。ご愛読いただいた皆様、誠にありがとうございました。そして大変申し訳ありません。でも、休んだら必ず戻ってきます。元気になったプレイドライブを見かけたら、どうか手にとって見てやってください。そしてそれまで、モータースポーツを楽しんでいてください』
--プレイドライブ2007年8月号編集後記

- 2008年6月：『プレイドライブ』が定期購読直販誌として復刊（2008年7月号）。
休刊後にモータースポーツ関係者から復刊を要望する声が上がり、JMRC（JAF MOTORSPORTS CLUBS REGIONAL CONFERENCE・JAF地域クラブ協議会）の協力もあり、2008年4月1日に復刊が決定。同年6月1日から、一般書店販売を行わない定期購読のみというスタイルで販売を開始した。購入方法としては、定期購読の年間契約のほかに全国の「販売協力ショップ」における単号購入が可能だった。

- また、2008年4月7日から編集部員による「プレイドライブ日誌」というブログが開始された。

『昨年の春、休刊の話が出てより、大勢の方から「復刊するためには何をすればいい？」というお話をいただきました。こうした皆様のお力添えをいただきまして、復刊嘆願署名を3000人の方々よりいただきました。さらに復刊に向けたアンケートでも、やはり3000人近い方々にお答えいただきました。本当にありがとうございました。皆様のおかげで、こうして復刊できたことを、心よりお礼申し上げます。それと同時に、皆様に「復刊して良かった」と思っていただけるような本にしていかなければいけません。身の引き締まる思いで復刊初号を作りました』
--プレイドライブ2008年7月号復刊のご挨拶〜編集部より〜

- 2012年3月：この月に発行された2012年4月号をもって再び休刊。
国内ラリー、ジムカーナ、ダートトライアルの結果報告を中心とした参加型モータースポーツ専門誌として約4年間発行したが、2012年1月に再び休刊することが発表され、3月1日発売の4月号をもって休刊した。

『読者の皆さまに多大なるご支援をいただいて2008年に復刊した「プレイドライブ」ですが、諸般の事情により今後の発行を続けることが難しいと判断することになりました。厳しい経済環境にも関わらず高価な購読費用をお支払いいただき、これまで発行をご支援いただきましたことに厚く御礼申し上げます。読者の皆さまの熱い思いに支えられて、社内でも各部門が協力しあってここまで発行して参りましたが、市場環境の変化を踏まえて休刊の決定をさせていただきました。これまで長きに渡って「プレイドライブ」をご支援いただきましてありがとうございました』
--プレイドライブ2012年4月号プレイドライブ休刊のお知らせ

- 2012年3月：編集部を合同会社サンクに移し、新たに再発行されることが決定。前回と同じく定期購読直販誌として6月1日から販売を予定。これに伴い芸文社のプレイドライブ編集部は3月31日をもって廃止された。
- 2012年6月：6月1日に7月号を発行して復刊となった。

## キャッチフレーズ
- 1971年1月号 - 1973年8月号：「MAGAZINE FOR DRIVER」
- 1973年9月号 - 1974年2月号：「クルマと自然にチャレンジする」
- 1974年3月号 - 1974年5月号：「何でもクレイジーに追求する」
- 1974年6月号 - 1974年7月号：「ヤングのファッショナブルカーマガジン」
- 1974年8月号 - 1984年12月号：「行動派のカーマガジン」
- 1985年1月号 - 1985年4月号：「モータースポーツ入門」
- 1985年5月号 - 1989年4月号：「モータースポーツが面白い」
- 1989年5月号 - 1998年9月号：「いま、モータースポーツが面白い!!」
- 1998年10月号 - 1999年12月号：「クルマ遊びをクリエイトする」
- 2000年1月号 - 2000年12月号：「MOTORSPORT MAGAZINE」
- 2001年1月号 - 2002年12月号：「日本唯一の参加型モータースポーツマガジン」
- 2003年1月号 - 2006年3月号：「参加型モータースポーツマガジン」
- 2006年4月号 - 2012年4月号 ：「ラリー／ダートトライアル／ジムカーナを楽しむための情報誌」
- 2012年7月号 - ：「参加型モータースポーツを楽しむための情報誌」

## 増刊・書籍・ムックなど
- 1977年8月：『F1グランプリ・F1 GRAND PRIX』（『プレイドライブ』8月号臨時増刊）発行

- 1977年に開催されたモナコ・グランプリの結果報告を巻頭に、ル・マン24時間耐久レース、欧州のF2、F3レース、国内レースの紹介をしたムック。F1マシン総覧や国内レーシングドライバー名鑑、国内サーキット観戦ガイドなども掲載されていた。

- 1980年2月：『AUTO BOOKS・ラリードライビング』（木全巌・著）発行

- 木全巌が『プレイドライブ』で連載していた企画を元に発行された書籍。本書ではラリードライビングの基礎知識やトレーニング方法のほか、国際ラリーへの参加方法も解説しており、当時からペースノートの制作方法などにも言及していた。

- 1989年4月：『デジタル解説・ラリーナビゲーター入門〜ワークルーム作りから実戦テクニックまで〜』（草加浩平・著）発行

- 草加浩平が『プレイドライブ』で連載していた「キミもナビゲーターをやってみないか」を再編集した書籍。ラリーにおけるナビゲーターの役割やナビゲーションテクニックなどを詳細に解説しており、ラリーナビゲーションの入門書として好評を博した。

- 1990年3月：『ただ速く、ひたすら速く! 〜ラリーほど不敵なショーバイはない〜」（山内伸弥・著）発行

- 山内伸弥が『プレイドライブ』で1983年4月号から連載を開始したコラム「まいらりいらいふ」を再編集した書籍。山内は1971年からラリーを始め、1979年からはアドバンラリーチームの一員として国内外のラリーを戦った。

- 1997年5月：『The Result Book '96』発行

- 『プレイドライブ』に毎月掲載していた競技結果を1冊にまとめた1996年度版のリザルトブック。JAF全日本選手権やJMRCシリーズ、独立イベントの競技結果が掲載されていた。1998年2月には『モータースポーツ名鑑 The Result '97』という1997年度版のリザルトブックを発行した。ともにムック。

- 1999年4月：『激走!ザ・ラリー』発行

- 『プレイドライブ』編集部責任編集で発行したゲームソフトの攻略本。実際にゲーム内で使えるペースノート走行の解説も掲載された。2000年10月にはゲームソフトの続編発売に合わせて「THE RALLY 02公式ガイドブック」が発行された。ともにムック。

- 1999年5月：『世界最強のラリー集団・ラリーアートオフィシャルブック』発行

- WRCドライバーズタイトル3連覇、マニュファクチャラーズタイトル獲得、ランサーエボリューションWRC6連勝を記念して発行された、三菱自動車工業によるモータースポーツ活動の軌跡をまとめたムック。

- 2001年7月：『モータースポーツパーツカタログ2001』発行

- ラリー、ジムカーナ、ダートトライアル用に開発されたアフターパーツを『プレイドライブ』編集部責任編集で車種別に掲載したカタログ。2003年7月には『モータースポーツパーツカタログ2003』が発行された。ともにムック。

- 2002年5月：『WRC公式ガイドブック』発行

- WRC世界ラリー選手権をテーマにしたゲームソフトの公式ガイドブック。『プレイドライブ』編集部責任編集で制作されたムックで、新井敏弘によるゲームソフトのインプレッション記事も掲載された。『プレイドライブ』本誌ではゲームソフトの誌上グランプリも展開していた。

- 2004年10月：『ラリージャパン2004開催記念・特別編集号 Jの挑戦』発行

- 日本で初めて開催されたWRC世界ラリー選手権・ラリージャパンを記念して、参加した日本人エントラントの活動を記録した『プレイドライブ』10月号の増刊。

- 2005年4月：『コンペティションランサー2004 - 2005』発行

- ラリー、ジムカーナ、ダートトライアルで活躍するCT9Aランサーエボリューションの競技用セッティングガイドブック。2005年8月にはGDBインプレッサWRX STI版となる『コンペティションインプレッサ2005』が発行された。ともにムック。

- 2005年11月：「ラリージャパン2005速報!」発行

- 2度目の開催となったWRC世界ラリー選手権・ラリージャパンを記念して発行された36ページのイベント速報。『カミオン』11月号増刊。

## 海外ラリー増刊号
「歴史」の項目で述べたように、清木博志が現地で取材したラリーの結果を伝える増刊が複数発行された。ここにその増刊を記す。
- 1976年6月：第24回サファリラリー完全速報（プレイドライブ6月号臨時増刊）発行
- 1976年11月：第11回サザンクロス国際ラリー完全速報（プレイドライブ12月号臨時増刊）発行
- 1977年6月：第25回サファリラリー完全詳報（プレイドライブ6月号臨時増刊）発行
- 1977年12月：第12回サザンクロスラリー完全速報（プレイドライブ12月号臨時増刊）発行
- 1978年5月：第26回サファリラリー完全録画（プレイドライブ5月号臨時増刊）発行
- 1979年6月：第27回サファリラリー完全録画（プレイドライブ6月号臨時増刊）発行
- 1980年6月：第28回サファリラリー特報（プレイドライブ6月号臨時増刊）発行
- 1981年6月：第29回サファリラリー特報（プレイドライブ6月号臨時増刊）発行
- 1982年6月：第30回サファリラリー特報（プレイドライブ6月号臨時増刊）発行
- 1983年6月：第31回サファリラリー特集（プレイドライブ6月号臨時増刊）発行
- 1984年1月：グラフ特集・RAC RALLY & WRC '83（プレイドライブ1月号臨時増刊）発行
- 1984年6月：第32回サファリラリー特報（プレイドライブ6月号臨時増刊）発行
- 1985年6月：第33回サファリラリー特集（プレイドライブ6月号臨時増刊）発行
- 1985年11月：香港-北京ラリー&全日本選手権モントレー'85特集（プレイドライブ11月号臨時増刊）発行
- 1986年6月：第34回サファリラリー（プレイドライブ6月号臨時増刊）発行
- 1986年11月：第2回香港-北京ラリー'86（プレイドライブ11月号臨時増刊）発行
- 1987年6月：第35回サファリラリー（プレイドライブ6月号臨時増刊）発行

## プレイノート
『プレイノート・Play Notes for GENT'S』はかつて芸文社で発行していた若者向け情報誌。キャッチフレーズは「ヤングのためのレジャースポーツ誌」。誌面には「スポーツする心はいつも全天候型。プレイノートは、新しいプレイフィールドを開拓するスポーツ実用誌です」という表現も掲載された。識者やスペシャリストの監修により特定のテーマに対して多数の写真やイラストを用いて解説していた不定期刊行物で、ラリーやダートトライアルなどモータースポーツをテーマにしたものも多かった。B5判で100ページほどの中綴じ製本ながら、カラーや2色刷りなどでカラフルな誌面となっていた。ちなみに当時の芸文社からは「プレイ」をタイトルに用いた雑誌が多く発行され、似たようなロゴタイプを持つ『プレイドライブ』、『プレイノート』のほか『プレイライダー』という2輪の月刊誌もあった。『プレイライダー』のキャッチフレーズは「ヤングのアドベンチャー2輪誌」。
発行一覧
- 1980年4月：NO.1 エキサイティングラリー（日下部保雄／森川 修監修）
- 1980年6月：NO.2 風のようにかけぬけてみたい いまラリー車づくり（柑本寿一／内山弘紀監修）
- 1980年6月：NO.3 好きだから楽しい HAPPINESSソフトボール（御喜 正監修）
- 1980年8月：NO.4 ドリフト&ジャンプ 俺のダートトライアル（杉田皓生／湯本敬監修）
- 1980年9月：NO.5 涼風さわやか ラブリー!テニス（宮本恵造監修）
- 1980年9月：NO.6 明日は晴れだ 全員集合!ベースボール（神田順治監修）
- 1980年10月：NO.7 パワースキーには自由と美しさがある（千葉晴久監修）
- 1980年11月：NO.8 体型別ゴルフに見るグリーン大作戦!!（染谷利明／竹谷愛子監修）
- 1980年12月：NO.9 スポーツ・エイジの主役を目指せ!（高澤晴夫監修）
- 1980年12月：NO.10 大地を裂くワイルド・ホース!「モトクロス」（鈴木秀明監修）
- 1980年12月：NO.11 RVに夢のせた男の大自然料理（中村勝彦監修）
- 1981年1月：NO.12 4WDが疾走る時 野生の詩が聞こえてくる（西川和隆監修）
- 1981年2月：NO.13 街を出て山に入ろう Wandering & Climbing（長谷川恒男監修）
- 1981年2月：NO.14 ルアーフィッシングはヒット・ゲームだ（南川 登監修）
- 1981年3月：NO.15 強烈GT感覚!! ダイナミック・ラリー（木全 巌監修）
- 1981年4月：NO.16 難関突破せよ!! 自動二輪一発合格術（渡辺 寿監修）
- 1981年5月：NO.17 パワーテニスの熱い風がコートを吹きぬける（高山 章監修）
- 1981年：NO.18 シングルGOLFを狙うイメージ打法大作戦!!!（杉原輝雄監修）
- 1981年7月：NO.19 バイク・カスタム 誇り高きライディング・サウンド（大月信和監修）
- 1981年8月：NO.20 エキサイティング・チューン TAKE OFF!! ホイール・オン・ターボ（持田一臣監修）
- 1981年9月：NO.21 MXオフロードテクニック（風間深志監修）
- 1981年9月：NO.22 とび出せ白き神々の座へ アドベンチャースキー（植木 毅監修）
- 1981年10月：NO.23 バニングカーづくりのコツ（田中勝義監修）
- 1981年10月：NO.24 大自然の中に野生が炸裂! 4WDスーパー・テクニック（松本公則監修）
- 1981年11月：NO.25 ヤングが選んだベストゲレンデ90 〜イラスト版全国縦断スキー場徹底ガイド〜
- 1981年：NO.26 女性のためのシンプルゴルフ ナイスショットはむずかしくない
- 1982年1月：NO.27 THE STREET CAR ライト・チューニング（上原優和監修）
- 1982年3月：NO.28 THE STREET CAR ヘビー・チューニング（上原優和監修）
- 1982年4月：NO.29 THE STREET CAR フル・チューニング
- 1982年5月：NO.30 普通免許一発合格 〜300問直撃！検定試験虎の巻〜（指導／協力・渡辺自動車研修所）
- 1982年6月：NO.31 THE STREET CAR スカイラインBESTチューン
- 1982年6月：NO.32 アーバンライフのクールなロマン アダルトゲームは男の条件
- 1982年7月：NO.33 THE STREET CAR セリカBESTチューン
- 1982年：NO.34 BOYS RACER スポーティチューン
- 1982年11月：NO.35 ラリーマシンづくり 〜世界選手権を戦うラリーマシン〜
- 1982年12月：NO.36 十二支運勢暦 〜アナタの性格をズバリ判断する東洋秘学〜
- 1983年：NO.37 バイクオフロードSPテクニック
- 1983年2月：NO.38 スポーツチューニングパーツ 〜人気車種別チューンアップパーツカタログ〜
- 1983年4月：NO.39 BESTホイール＆タイヤ 〜足まわりを変えるファッションWHEEL大全科〜
- 1983年5月：NO.40 チューンドマシンBEST111
- 1983年7月：NO.41 ダートラマシンづくり 〜男が挑戦する!! スーパーダートラマシン〜
- 1983年8月：NO.42 クルマ熱愛講座 ハッピーカーライフのすすめ
- 1983年：NO.46 グランプリF2チャンピオンレース／富士マスターズ250キロレース 〜'83年最大のクライマックス速報〜
- 1983年1月：NO.47 オールスターラリーフェスティバル四国 〜ラリーマシン44台の秘密兵器を解剖!!〜
- 1984年1月：NO.47 オールスターラリーフェスティバル四国 〜ラリーマシン44台の秘密兵器を解剖!!〜
- 1984年3月：NO.48 速報 '84オールスターダートトライアルフェスティバルIN鈴鹿 〜ド肝抜くパワー！スーパーマシンのすべて〜

## ラリースピリット
『ラリースピリット』とは、1998年2月に創刊された国際格式のラリーを扱うモータースポーツ専門誌。キャッチコピーは「ラリー大好き！スペクテーターズマガジン」。国際格式ラリーの結果を取り上げる一方で、WRCレプリカマシンの紹介やモデルカーの製作方法なども掲載されており、主にラリーファンを対象にした内容だった。『プレイドライブ』編集部とは別に『ラリースピリット』編集部が組織され、『プレイドライブ』の増刊として発行された。2年半の発行を重ねたものの、2000年7月発行のVol.15にて休刊。その後はホビーコーナーのみ「クラブ・ラリースピリット」として『プレイドライブ』内に継続された。